# Elías Ahúja y Andría
Elías Ahúja y Andría (Cádiz, 8 de enero de 1863 – Nueva York, 20 de julio de 1951) fue un filántropo, político, comerciante y académico español.

## Biografía
Elías Ahúja y Andría nació en Cádiz el 8 de enero de 1863, en el seno de una familia acomodada, hijo de un capitán, socio de la Casa vinatera "Sancho-Ahúja" se traslada en 1880 a El Puerto de Santa María. Ese mismo año, marchó a Boston para cursar la carrera de Comercio en el Instituto Técnico de esa ciudad.
En la década de 1890 trabajó en grandes empresas estadounidenses, como Hemenway & Browne, General Motors Cars, Union Pacific, etc.
En 1903 se trasladó a la República de Chile como Vicepresidente y Director de la «DuPont Nitrate Company»; allí creó
la Sociedad Española de Beneficencia Chilena, que prestaba ayuda a los españoles que llegaban a ese país.
En 1922 regresó a España y fundó la «Beneficencia Particular Elías Ahúja». Entonces empezó a realizar actividades filantrópicas en las provincias de Cádiz y Sevilla. Financió y contribuyó a la construcción de hospitales, dispensarios, comedores, escuelas y casas cuartel para la Guardia Civil. Reparó ayuntamientos y proveyó de víveres y saneamientos. Favoreció especialmente a los presos, viudas, huérfanos, conventos y sanatorios. Sustentó por muchos años la Institución Exploradores de España (boy-scouts españoles) en El Puerto de Santa María. Su labor favoreció a ciudades como Sevilla, Cádiz, El Puerto de Santa María, Paterna de Rivera, Espera y Villaluenga del Rosario entre otros.
Se presentó en las últimas elecciones de la Monarquía como candidato a Diputado a Cortes como monárquico independiente. Fue académico de la Real Academia Hispano Americana de Ciencias, Artes y Letras y de la Real Academia Provincial de Bellas Artes de Cádiz. Fue también presidente honorario de la Cruz Roja de Cádiz y Sevilla. Además poseía grandes condecoraciones, como la Cruz del Mérito Militar, la Gran Placa y la Medalla de Oro de la Cruz Roja, la Cruz de 1.ª clase de la Orden Civil de Beneficencia, la medalla de oro Penitenciaria, la Medalla de oro de los Exploradores, etc.
El Puerto de Santa María lo hizo hijo adoptivo en 1928 y tiene dedicada una plaza y su casa; los reclusos del Penal de esa ciudad le homenajearon con una placa. El Ayuntamiento de Espera hizo lo mismo. En Madrid le pusieron su nombre a una glorieta.
Tuvo grandes amigos, como Luis del Rosal Caro.
Era católico practicante, pese a lo cual fue tachado de masón en 1932 por el periódico tradicionalista sevillano La Unión. Ahúja negó su pertenencia a la masonería, pero en 1937, durante la Guerra Civil, se le abrió una causa por sus contactos con la masonería basándose en unas cartas en las que precisamente declinaba incorporarse a una logia. Debido al acoso de un sector del franquismo no identificado, huyó a Gibraltar el 31 de mayo de 1937 y regresó a los Estados Unidos. En 1945 le declararon inocente del cargo de masón, pero ya no volvió a España.
Desde Estados Unidos, continuó dedicando su fortuna a fines sociales a través de la Fundación Good Samaritan, que asumió la financiación de sus actividades en España, incluyendo becas a estudiantes de educación superior en Cádiz.
Elías Ahúja murió en Nueva York el 20 de julio de 1951.
En 1969 la Fundación Elías Ahuja levantó el Colegio Mayor que lleva su nombre en Madrid, y encomendó su gestión a la Orden de San Agustín.